# Gérard Maurin
Pour les articles homonymes, voir Gérard Maurin (pilote automobile) et Maurin.
 (août 2017).
Si vous disposez d'ouvrages ou d'articles de référence ou si vous connaissez des sites web de qualité traitant du thème abordé ici, merci de compléter l'article en donnant les références utiles à sa vérifiabilité et en les liant à la section « Notes et références ».
Ne doit pas être confondu avec Gérard Maurin (pilote automobile).
Gérard Maurin, né en 1941 à Lyon, est un constructeur pilote automobile d'auto-cross avant de s'orienter vers le rallye tout terrain.

## Carrière
En 1969 à Chassagny dans le Rhône, Gérard Maurin crée un atelier de construction de buggy, appelé Conversion Automobile Moderne (CAM).
Cet atelier  va construire en premier lieu des buggy immatriculés portant la marque Punch, véhicules destinés à la route, à la plage et aux chemins.
Avec son ami Claude Cretin, il crée, réglemente, fédère et pratique l'auto-cross de 1969 à 1976 au sein de leur club Cam-Cross.
Très vite, les 2 associés imaginent que ces véhicules adaptés vont pouvoir s'exprimer dans des compétitions sur terre, ils piloterons l'un et l'autre.
Le premier circuit d'auto-cross réglementé et fédéré a vu le jour en 1970 à Saint-Igny-de-Vers, dans le haut du Rhône.
Dès l'année suivante, une monoplace est spécialement réalisée pour cette discipline, c'est l'arrivée du Punch Cross.
En 1975, Gérard Maurin s'aligne à quelques départs de rallye tout-terrain, histoire de mettre au point un modèle Punch Rallye.
Désormais, l'atelier produit 4 modèles de buggy, 2 modèles de Punch immatriculés, 1 Punch Cross et 1 Punch Rallye.

## Parcours

### Auto-cross sur Punch Cross 1 & 2
- De 1970 à 1975, plus de 30 victoires en France, en Italie et en Belgique.
- Champion de France aux points en 1971, 1972, 1973 et 1974.

Victoires et participations notables
- Saint Igny de Vers
- Saint Laurent du Var
- Autigny la Tour
- Nancy
- Charbonnières
- Causses et Veyran
- Saint Uze
- Agen
- Bitche
- Vitrolles
- Merlebach
- Senlis
- Saint Nicolas de Port
- Carpiagneè
- Villefranche de Rouergue
- Aspach le Bas
- Maggiora et Bra en Italie

### Rallye sur Punch Rallye 1, 2 & 3
- 1977 - Vice-champion de France sur Punch Rallye 1 (moteur Alpine 1600)
- 1978 - Champion de France[1] sur Punch Rallye 2 (moteur Alfa 2000)
- 1979 - Champion de France[1] sur Punch Rallye 3 (moteur PRV)

Victoires et participations notables
- Rallye Infernal
- Rallye des Cimes
- Terres de Beauce
- Plaines et Vallées
- Ronde du Labour
- Ronde des Chemins creux
- Jean de la Fontaine
- Ronde du Quercy
- Haute Auvergne
- Le Buggey
- Tourraine
- Ile-de-France
- Dunes et Marais
- Ronde de la 1re Terre
- Ronde du Quercy
- Rallye du Dauphiné
- Ronde de Dowington (Grande-Bretagne)
- Paris-Dakar 1983 (sur Nissan avec Daniel Balavoine)